# Нуньйо-Гомес
Нуньйо-Гомес (ісп. Nuño Gómez) — муніципалітет в Іспанії, у складі автономної спільноти Кастилія-Ла-Манча, у провінції Толедо. Населення — 178 осіб (2010).
Муніципалітет розташований на відстані близько 85 км на південний захід від Мадрида, 60 км на північний захід від Толедо.

## Демографія
Динаміка населення (INE ):

## Галерея зображень

Розташування муніципалітету у провінції Толедо